# Olympia-Einkaufszentrum metróállomás
Az Olympia-Einkaufszentrum egy metróállomás Németországban, a bajor fővárosban, Münchenben a müncheni metró U1-es, U3-as és U7-es vonalán.

## Nevezetességek a közelben
- Olympia-Einkaufszentrum

## Metróvonalak
Az állomást az alábbi metróvonalak érintik:
- U1
- U3
- U7

## Kapcsolódó állomások
A metróállomáshoz az alábbi állomások vannak a legközelebb:
- Georg-Brauchle-Ring (Mangfallplatz, U1)
- Moosacher St.-Martins-Platz (Moosach, U3)
- Oberwiesenfeld (Fürstenried West, U3)
- Georg-Brauchle-Ring (Neuperlach Zentrum, U7)

## Útvonal
| Vonal | Állomások |
| ----- | --- |
| U1    | Olympia-Einkaufszentrum – Georg-Brauchle-Ring – Westfriedhof – Gern – Rotkreuzplatz – Maillingerstraße – Stiglmaierplatz – Hauptbahnhof – Sendlinger Tor – Fraunhoferstraße – Kolumbusplatz – Candidplatz – Wettersteinplatz – St.-Quirin-Platz – Mangfallplatz |
| U3    | Moosach – Moosacher St.-Martins-Platz – Olympia-Einkaufszentrum – Oberwiesenfeld – Olympiazentrum – Petuelring – Scheidplatz – Bonner Platz – Münchner Freiheit – Giselastraße – Universität – Odeonsplatz – Marienplatz – Sendlinger Tor – Goetheplatz – Poccistraße – Implerstraße – Brudermühlstraße – Thalkirchen – Obersendling – Aidenbachstraße – Machtlfinger Straße – Forstenrieder Allee – Basler Straße – Fürstenried West |
| U7    | Olympia-Einkaufszentrum – Georg-Brauchle-Ring – Westfriedhof – Gern – Rotkreuzplatz – Maillingerstraße – Stiglmaierplatz – Hauptbahnhof – Sendlinger Tor – Fraunhoferstraße – Kolumbusplatz – Silberhornstraße – Untersbergstraße – Giesing – Karl-Preis-Platz – Innsbrucker Ring – Michaelibad – Quiddestraße – Neuperlach Zentrum                                                                                                   |

## Átszállási kapcsolatok
| U1 (Olympia-Einkaufszentrum ↔ Mangfallplatz)      |                           |
| U3 (Moosach ↔ Fürstenried West)                   |                           |
| U7 (Olympia-Einkaufszentrum ↔ Neuperlach Zentrum) |                           |
| Állomás                                           | Átszállási kapcsolatok    |
| Olympia-Einkaufszentrum                           | 50 , 60 , 143 , 163 , 175 |